# بوب كار
بوب كار (بالإنجليزية: Bob Carr)‏ هو سياسي أمريكي، ولد في 13 يوليو 1899، وتوفي في 29 يناير 1967.